# City of London Police
La City of London Police (CoLP), fou creada en 1832 com la London City Police i coneguda des de 1839 pel seu nom actual, és el cos de policia de la City de Londres.

## Història
Fins a 1840 tenia la seva seu en Guildhall, traslladant-se en aquesta data a 26 Old Jewry i d'allí a la seva seu actual en Wood Street en 2001.
A data de 2010, el cos consisteix d'una plantilla de 850 agents, amb 406 civils de suport per a tasques administratives, etc.
A diferència del Metropolitan Police Service, amb seu en New Scotland Yard, i que no té jurisdicció en la City, el City of London Police depèn del Court of Common Council de la Corporation of London.

## Especialitzacions
Encara que la City, com a destinació turística, sofreix delictes menors com el robatori de bosses i telèfons mòbils, a causa de la seva figura com a centre financer internacional, el cos està especialitzat en dos tipus de delictes més seriosos: la lluita contra el frau i la lluita contra el terrorisme.

### National Fraud Intelligence Bureau
Creada en 2010, l'oficina de lluita contra el frau financer està format per especialistes del City of London Police. És, juntament amb altres agències com la Serious Fraud Office (SFO), la National Fraud Authority (NFA) i la Serious Organised Crime Agency (SOCA), una de les peces claus en la lluita contra el frau de tota classe.